# Katherine Group
De Katherine Group bevat vijf Middelengelse devote gedichten die dateren uit de periode 1190-1225. Deze gedichten zijn Seinte Marherete, Seinte Iuliene, Seinte Katerine, Sawles Warde en Hali Meiyhad. De werken zijn geschreven in een dialect vergelijkbaar met wat werd aangetroffen in de  Ancrenne Wisse.
In deze groep gaan de drie heiligenlevens over heldhaftige maagden. Deze drie, de heilige Katherine van Alexandrië, Juliana van Nicomedia en Margaretha van Antiochië, zijn vaak onderwerp van middeleeuwse hagiografie. Zo werd Katherine ontkleed, geslagen, gevangengezet en vervolgens verscheurd door met nagels bedekte wielen die tegelijkertijd in verschillende richtingen draaiden. Niets leek echter haar lichaam te schaden of haar wil te breken om de heidense martelingen te weerstaan. Tegen de tijd dat ze eindelijk werd onthoofd, had ze veel heidenen bekeerd door haar niet aflatende geloof. Een voorbeeld van de populariteit van deze heiligen is te zien in de hagiografische gedicht Juliana door Cynewulf.